# Goof on the Roof
Goof on the Roof (br.: Falta uma telha em cada um) é um filme curta metragem estadunidense de 1953, dirigido por Jules White. É o 152º de um total de 190 filmes da série com os Três Patetas produzida pela Columbia Pictures entre 1934 e 1959.

## Enredo
Os Três Patetas são acordados por um mensageiro que lhes entrega um bilhete de seu amigo Bill (Frank Mitchell), proprietário da casa. Ele se casou e vai chegar com a noiva e quer que os Patetas recebam uma televisão e pague o instalador da antena, antes de irem embora. Os Patetas decidem eles mesmos fazerem o serviço e com o dinheiro economizado, comprarem um presente para o amigo. Antes, eles iniciam a limpeza da casa e os desastres começam, com os três caindo várias vezes de cabeça num balde d'água ou trombando na porta da cozinha. Quando a televisão chega, Shemp deixa cair seu anel barato dentro da caixa e desmonta e arruína o aparelho para recuperar o objeto. Larry pisa no seletor de canais e ao tentar desentortá-lo com um martelo, destrói uma parede e ele e Moe dão início a um pequeno incêndio. Tentativas desastradas de apagarem o fogo se sucedem, com novas quedas no balde além de acidentes com um extintor e uma mangueira d'água. Shemp sobe ao telhado para instalar a antena prendendo-a na chaminé mas a destrói e depois desaba através do teto da sala.
Quando Bill chega com sua rotunda noiva (Maxine Gates), os dois veem a casa toda destruída. A noiva vai embora indignada e Bill pega uma espingarda e atira nas nádegas dos Patetas.